# Quatipuru
Quatipuru är en kommun i Brasilien.   Den ligger i delstaten Pará, i den nordöstra delen av landet, 1 700 km norr om huvudstaden Brasília. Antalet invånare är 12 411.
Trakten runt Quatipuru består huvudsakligen av våtmarker. Runt Quatipuru är det ganska glesbefolkat, med 34 invånare per kvadratkilometer.